# Väse härad
Väse härad var ett härad i sydöstra Värmlands län inom nuvarande Karlstads kommun. Arealen omfattade knappt 473 km². Tingsplatsen var till 1877 ambulerande och var bland annat Ve, Torsgården och Väse prästgård och Lund i Östra Fågelviks socken, för att 1877 flyttas till staden Kristinehamn. 

## Namnet
Namnet Väse skrevs ursprungligen Wæshærad, men betecknade då även Väse socken, och tros komma från ett äldre namn för ån Glumman, således bygden vid Glumman

## Häradssigill
Häradssigillet visade en kyrka, men vapnet har med tiden inte kommit att användas för några andra administrativa enheter.

## Geografi
Häradet var beläget vid Vänerns norra strand kring ån Glumman, cirka 1 mil öster om Karlstad.

### Socknar
Väse härad omfattade tre socknar.
- Väse
- Alster
- Östra Fågelvik uppgick 1967 i Karlstads stad

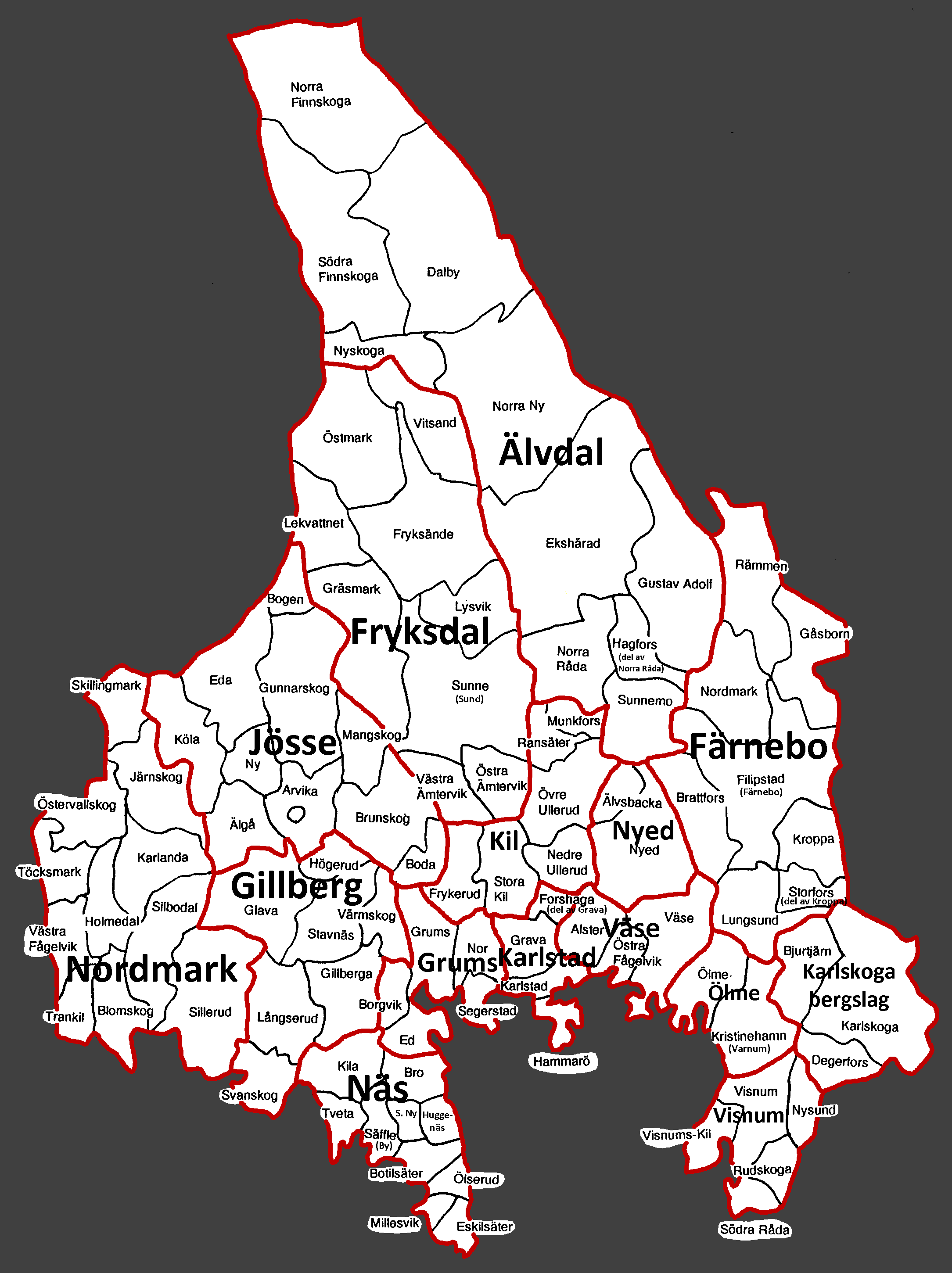
Värmlands härader.

## Historia
Ännu på 1220-talet hade de värmländska bygderna en mellanställning i periferin av de norska och svenska politiska systemen. Vid mitten av 1200-talet, i samband med Birger jarls konsolidering av riket, blev Värmland inlemmat i det svenska rikets politiska system och häradsindelningen trädde definitivt i kraft, även för Väse härads vidkommande. Vid denna tid förekom i Väse härad lagman Höld och hans hustru Margareta som tongivande på såväl lokal nivå som på riksnivå. I april 1268 utfärdade paret nämligen ett donationsbrev till Riseberga kloster. Donationen omfattade tolv gårdar, av vilka de flesta låg i sydöstra Värmland. Testamentet, som innefattade nu sagd donation, uppsattes på Arnön i Väse härad, där lagmansresidenset var beläget ).
Häradet omfattade historiskt sett även Ölme och Nyeds härader.

## Län, fögderier, domsagor, tingslag och tingsrätter
Häradet har från 1779 hört till Värmlands län, dessförinnan Närkes och Värmlands län.
Häradets socknar hörde till följande fögderier:
- 1682–1945 Östersysslets fögderi
- 1946–1990 Karlstads fögderi

Häradets socknar tillhörde följande domsagor, tingslag och tingsrätter:
- 1680–1877 Väse tingslag inom
  - 1680–1755 Karlskoga, Visnums, Ölme, Väse, Kils, Fryksdals nedre, Fryksdals övre, Älvdals nedre och Älvdals övre häraders domsaga
  - 1756–1829 Karlskoga, Ölme, Visnums, Väse och Färnebo häraders domsaga kallad Östersysslets domsaga
  - 1830–1864 Ölme, Visnums, Väse, Färnebo och Nyeds häraders domsaga kallad Östersysslets domsaga
  - 1865–1876 Östersysslets domsaga (Färnebo, Ölme, Visnums och Väse härader)
- 1877–1947 Ölme, Visnum och Väse tingslag i Östersysslets domsaga
- 1948–1970 Östersysslets tingslag i Östersysslets domsaga

Alsters socken ingick mellan 1952 och 1970 i Älvdals och Nyeds tingslag i Älvdals och Nyeds domsaga
- 1971–2005 Karlstads tingsrätt och dess domsaga
- 2005– Värmlands tingsrätt och dess domsaga